# William Joseph Burns
William Joseph Burns (Fort Bragg, 11 aprile 1956) è un politico e diplomatico statunitense, dal 19 marzo 2021 al 20 gennaio 2025 direttore della CIA.

## Biografia
Burns è nato a Fort Bragg, in Carolina del Nord.
Figlio del generale William Francis Burns.
Ha conseguito una laurea in storia presso La Salle University e una in relazioni internazionali presso il St John's College, a Oxford.

### Vita privata
Burns è sposato con Lisa Carty, ex diplomatica e attuale alto funzionario dell'Ufficio delle Nazioni Unite per gli affari umanitari. Parla inglese, francese, russo e arabo.

## Carriera politica
Diplomatico di carriera, dal 1996 al 1998 è stato direttore del Segretariato Esecutivo del Dipartimento di Stato degli Stati Uniti. Burns è stato ambasciatore degli Stati Uniti in Giordania dal 1998 al 2001 e dal 2001 al 2005 Assistente Segretario di Stato per il Vicino Oriente. Diviene ambasciatore degli Stati Uniti in Russia dal 2005 al 2008. Dal 2008 al 2011 è Sottosegretario di Stato per gli affari politici. Durante l'amministrazione Obama è Vice segretario di stato degli Stati Uniti dal 2011 al 2014, prima con Hillary Clinton, poi con John Kerry. Ritiratosi, dopo 36 anni di servizio, dalla carriera diplomatica nel 2014, diviene presidente del Carnegie Endowment for International Peace.

### Direttore CIA

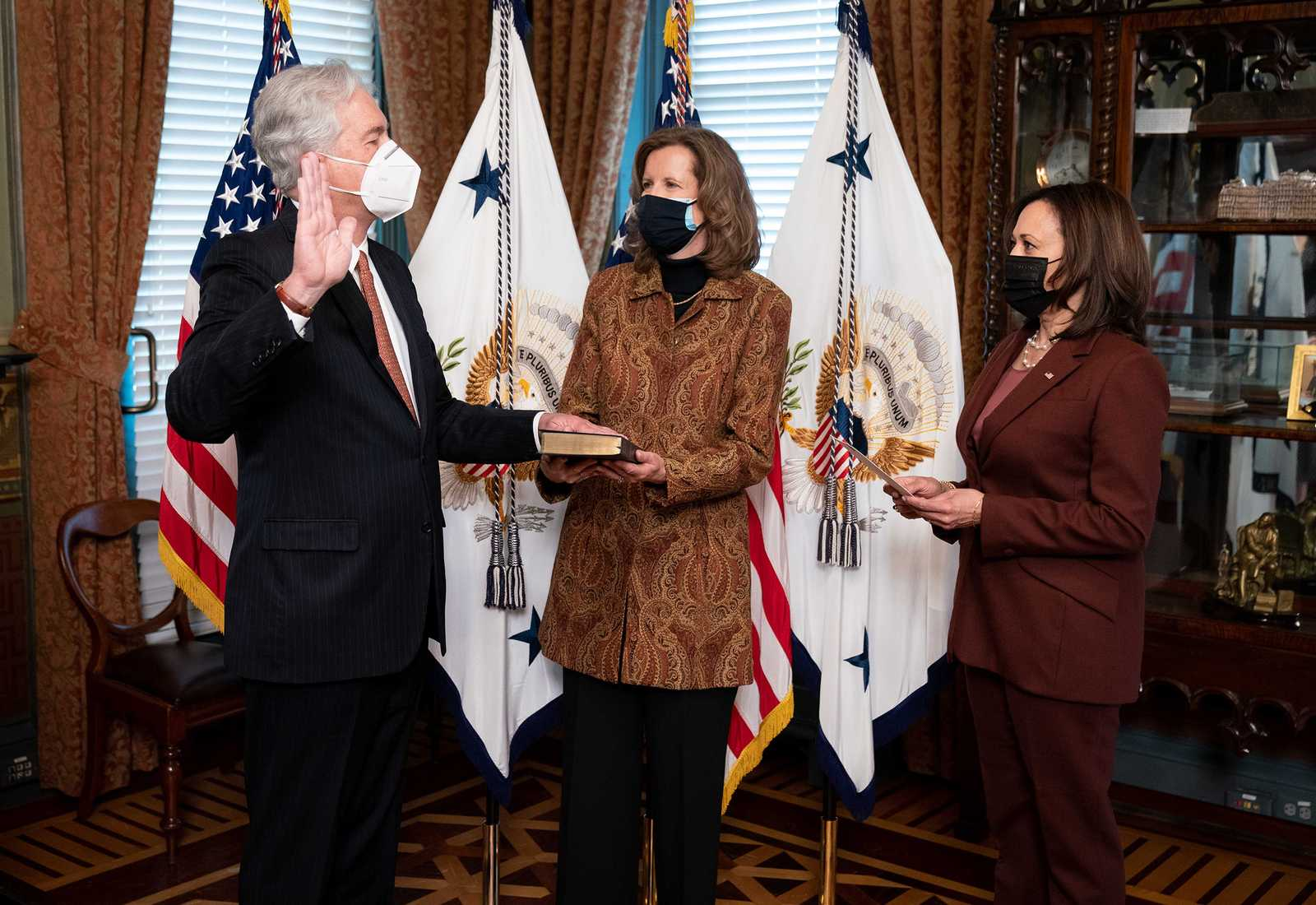
William Joseph Burns mentre presta giuramento come direttore della CIA con la vicepresidente Kamala Harris

L'11 gennaio 2021 il presidente Joe Biden ha nominato Burns nuovo capo della CIA. Il 24 febbraio la sua nomina è stata accolta nell'udienza di conferma al Senato. Il 2 marzo seguente, il Senate Intelligence Committee ha approvato all'unanimità la nomina di Burns, mentre il 18 marzo è stato confermato nel ruolo all'unanimità. Il giorno successivo ha prestato giuramento come direttore della CIA e il 23 marzo ha partecipato alla cerimonia di giuramento svolta dalla vicepresidente Kamala Harris.
Il 23 agosto 2021, Burns ha tenuto un incontro segreto a Kabul con il leader talebano Abdul Ghani Baradar, tornato in Afghanistan dall'esilio in Qatar, per discutere sul ritiro dell'esercito statunitense dall'Afghanistan.

## Opere
Il suo libro di memorie, The Back Channel: A Memoir of American Diplomacy and the Case for Its Renewal, è stato pubblicato da Random House nel 2019. È stato pubblicato insieme a un archivio di quasi 100 cablogrammi diplomatici declassificati. Gli studiosi di relazioni internazionali hanno recensito positivamente il libro.

## Riconoscimenti
Nel 1994 Burns è stato inserito dalla rivista Time nell'elenco dei "50 leader americani più promettenti con meno di 40 anni" e in quello dei "100 leader mondiali più promettenti sotto i 40 anni", mentre nel 2013 è stato nominato "Diplomatico dell'anno".
Burns ha ricevuto quattro lauree honoris causa, oltre a essere membro dell'American Academy of Arts and Sciences e dal 2012 membro onorario del St. John's College di Oxford.